# Friedrich Wilhelm von Wangenheim
Friedrich Wilhelm von Wangenheim (* 14. Oktober 1720 in Gotha; † 24. Juni 1799 in Warmbrunn) war ein preußischer Generalmajor aus der Familie von Wangenheim, Chef des Infanterieregiments Nr. 47 und Ritter des Deutschen Ordens.

## Leben

### Herkunft
Seine Eltern waren der meiningische Oberschenk und preußische Kriegsrat Johann Ernst von Wangenheim (* 11. Oktober 1685; † 1737) und Louise Dorothea von Nimptsch, Tochter des Oberstallmeisters in Sachsen-Meiningen Ernst Gottlieb von Nimptsch.

### Militärkarriere
Wangenheim stand zunächst als Junker in sachs.-eisen. Dienste und trat 1740 mit seinem Bataillon „Sachsen-Gotha“ in die Preußische Armee über. Das Bataillon bildete den Stamm für das Infanterieregiments „Erlach“ Nr. 40. Dort wurde er am 24. Juni 1742 Fähnrich. Während des Feldzuges 1744 beteiligte sich Wangenheim an der Belagerung von Prag, Frauenberg, Tábor und Budweis. Hier wurde er von österreichischen Truppen gefangen genommen, kurze Zeit darauf aber wieder freigelassen. Am 7. September 1745 wurde Wangenheim zum Sekondeleutnant sowie am 6. September 1752 Premierleutnant befördert.
Im Siebenjährigen Krieg kämpfte er dann bei Prag, Kolin, Zorndorf und wurde im Anschluss daran am 10. September 1758 zum Stabskapitän befördert. Mit der Beförderung zum Kapitän am 18. Februar 1760 war zeitgleich die Ernennung zum Kompaniechef verbunden. Als solcher nahm er im weiteren Kriegsverlauf noch an der Schlacht bei Torgau sowie der Belagerung von Prag teil.
Am 2. Oktober 1768 erfolgte die Beförderung zum Major. 1772 erhielt er für seine Leistungen den Pour le Mérite. Am 20. Januar 1777 wurde er Oberstleutnant. Während des Feldzuges 1778/79 war Wangenheim Kommandeur des Infanterieregiments „von Erlach“ Nr. 40 und wurde im Jahr darauf am 4. September 1780 zum Oberst befördert. Mit der Beförderung zum Generalmajor am 1. Juni 1788 erhielt Wangenheim vom König als Chef das Infanterieregiment „von Lehwald“ Nr. 47.
Krankheitsbedingt schied Wangenheim am 26. September 1790 mit einer jährlichen Pension von 1000 Talern aus dem Militärdienst.
Wangenheim war Mitglied des Deutschen Ordens, daher unverheiratet.